# Campagnolo
Campagnolo ist ein italienisches Unternehmen mit Sitz in Vicenza, das vorwiegend hochwertige Fahrradkomponenten herstellt. Der Markenname wird oft mit „Campa“ abgekürzt. Das Unternehmen wurde 1933 von Tullio Campagnolo gegründet und wird heute von dessen Sohn Valentino Campagnolo geführt. Die Geschäftsführer sind Renzo Romagnosi und Michele Cardi.
Campagnolo wird nachgesagt, die Kettenschaltung erfunden zu haben, dies ist jedoch nicht so. Die Gebrüder Nieddu haben Mitte der 1930er Jahre eine funktionierende Schaltung erfunden, die von Profis benutzt wurde. Dafür führte Tullio Campagnolo 1946 mit der Gestängeschaltung als Erster eine Kettenschaltung ein, die sich im Alltagseinsatz bewährte. Alle bis zu diesem Zeitpunkt gebräuchlichen Kettenschaltungen verursachten Probleme wie übermäßiges Verschmutzen und häufiges Abspringen der Kette.

## Geschichte und Technik
Tullio Campagnolo war Radrennfahrer und hatte im italienischen Ort Vicenza eine kleine Werkstatt. Bei einem Radrennen am 11. November 1927 verlor er am Pass Croce d’Aune in den Dolomiten viel Zeit bei dem Versuch, im Schneetreiben das Hinterrad loszuschrauben und umzudrehen, damals die einzige Methode, unterwegs die Übersetzung zu ändern. Daraufhin ersann er eine Lösung, um den Laufradwechsel zu vereinfachen und zu beschleunigen: Er erfand den Schnellspanner für Fahrradnaben.

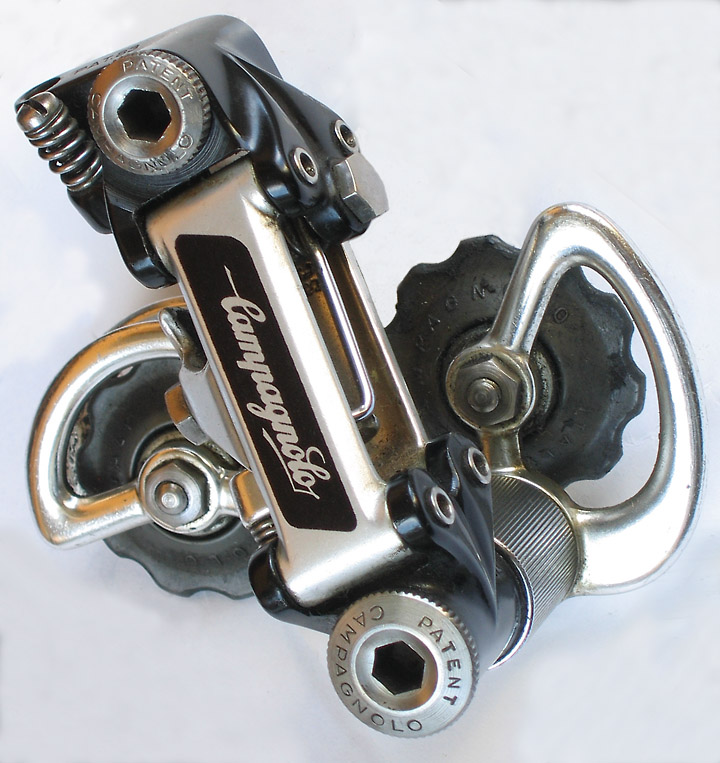
Super Rekord-Schaltwerk von 1979–1982/1984

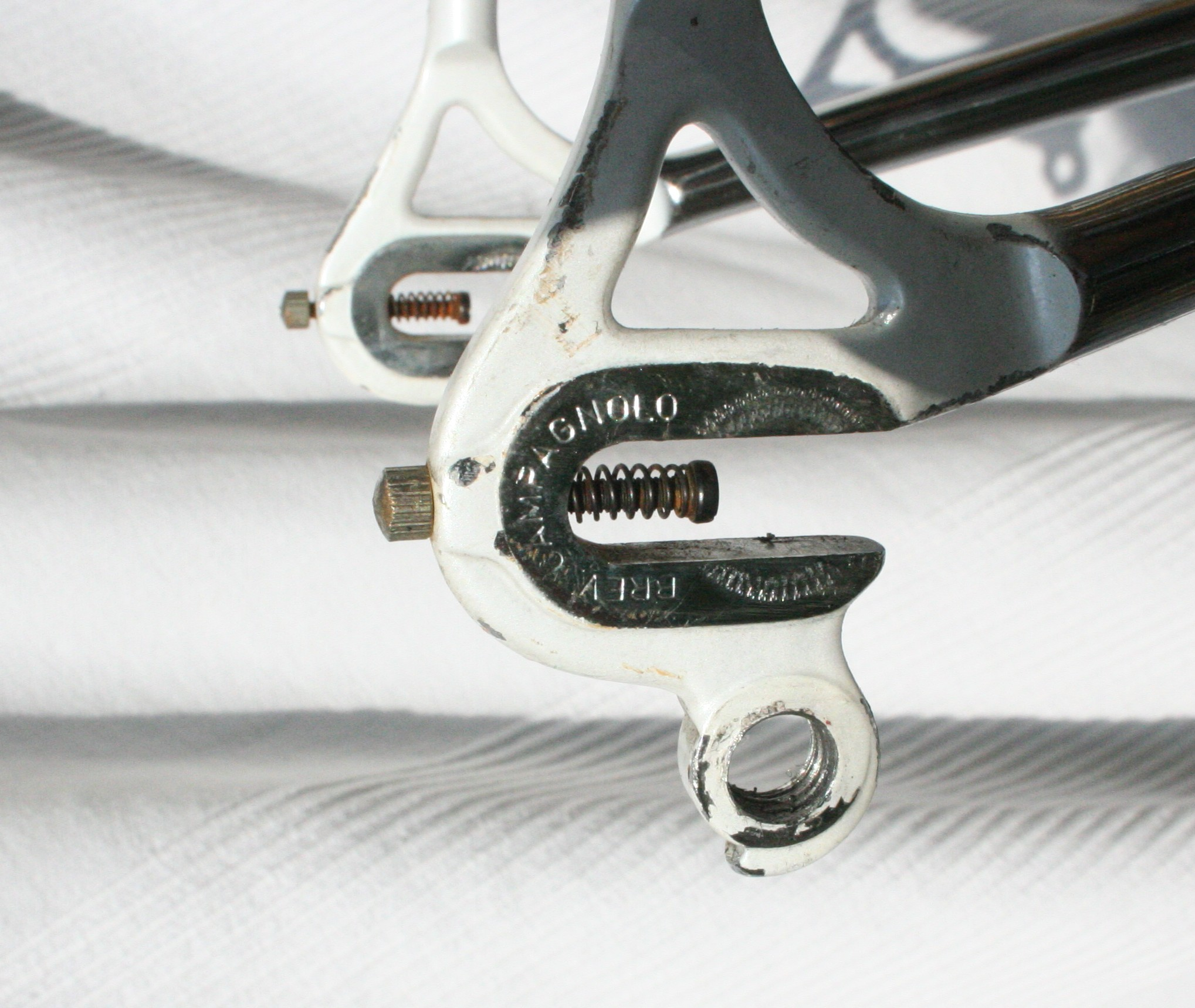
Campagnolo Ausfallenden an einem italienischen Rennrad

Es folgte die Parallelogramm-Gelenkschaltung als Weiterentwicklung der Gestängeschaltung. Dieser Schaltungstyp ist noch heute die Grundlage aller Kettenschaltungen. Tullio zog sich vom aktiven Radsport zurück, um sich ganz dem Bau vom Fahrradkomponenten zu widmen.
1940 stellte er seinen ersten Angestellten ein; 1950 beschäftigte Campagnolo 123 Mitarbeiter. 1955 wurde die erste komplette Komponentengruppe für Fahrräder vorgestellt. Ab den 1940ern wurde der Name Campagnolo auf Ausrüstungsgegenständen und Bekleidungsstücken von Radrennfahrern verwendet. Berühmte Rennfahrer, wie etwa der legendäre Fausto Coppi, trugen Campagnolo. Diese Bekleidungs- und Ausrüstungsteile wie Trikots, Mützen und Trinkflaschen produzierte Campagnolo nicht selbst, sondern bezog sie von Zulieferern.
Anfang 2000 ging die Firma dazu über, Bekleidung selbst herzustellen und zu vertreiben. Dazu entstand im Jahr 2000 erst die Firma Abacus 2000, die später in Campagnolo Sportswear S.r.l. umbenannt wurde. Im August 2012 gab Valentino Campagnolo die Einstellung der Bekleidungslinie bekannt.
Im Jahr 2004 kam die Firma Fulcrum Wheels S.r.l. hinzu, die das Angebot von hochwertigen Laufrädern und Kurbeln mit Campagnolotechnologie ohne Campagnoloschriftzug für Rennräder ergänzt. Seit 2008 bietet Fulcrum Wheels zusätzlich ein Sortiment von Laufrädern für Mountainbikes an.
Campagnolo beschäftige 2013 rund 800 Mitarbeiter und erzielte im Geschäftsjahr 2012/2013 einen Umsatz von rund 120 Millionen Euro. Der Firmenstandort befindet sich in Vicenza, Italien. Produziert wird in Italien, Rumänien, China und Taiwan. Nachdem Campagnolo in den 1990er-Jahren BMX-, Tandem-, ATB- und Mountainbike-Komponenten, Motoren für Rennsport, Hubschrauberbauteile, Satelliten und Rüstungsprojekte, früher auch Felgen und andere Komponenten für die Formel 1 produzierte, hat sich Campa aus diesem Markt wieder zurückgezogen und stellt seitdem ausschließlich Komponenten für Rennräder her.
Ende der 1950er Jahre begann Campagnolo Magnesiumteile wie Räder für Sportwagen wie Alfa Romeo, Ferrari, Lamborghini und Maserati herzustellen und baute 1969 Chassis für NASA-Satelliten. 1963 produzierte Campagnolo eine Scheibenbremse für den TV-Motorroller Innocenti Lambretta – das erste zweirädrige Serienfahrzeug mit einer solchen Bremse. In den 1970er Jahren lieferten sie auch Räder für Ferraris Formel-1-Autos.
Campagnolo arbeitete mit dem Hersteller Colnago und dem Rennfahrer Eddy Merckx zusammen und stellte Leichtbauteile für das Bahnrad her, mit dem er 1972 den Weltrekord aufstellte.
Nach dem Erfolg von Campagnolo in den 1970er und 1980er Jahren blieb die Innovation zurück, da der Rivale Shimano Schalthebel und kombinierte Schalt- / Bremshebel (Shimano Total Integration) entwickelte. Ein erfolgloser Ausflug in das Mountainbiken, die überbauten und schweren Euklid-, Centaur- und Olympus-Gruppen trugen in diesen Jahren zum Niedergang des Unternehmens bei. Als die teuren Gruppen Record OR (Offroad) und Icarus MTB auf den Markt kamen, war der Ruf von Campagnolo als Rennradmarke fest verankert. Infolgedessen zog sich Campagnolo 1994 aus dem Mountainbike-Markt zurück. Trotz seiner Schwierigkeiten stellte Campagnolo die kombinierten Schalt- / Bremshebel ErgoPower vor und konzentrierte sich erneut auf hochwertige Rennradkomponenten.
In den späten 1990er und frühen 2000er Jahren baute Campagnolo vermehrt Teile aus mit Kohlenstofffasern verstärktem Kunststoff und Titan in Gruppensätzen ein und entwickelte Radsätze. Im Jahr 2004 führte Campagnolo einen kompletten Compact-Antriebsstrang mit kleineren Kettenblättern ein, um niedrigere Gänge als bei herkömmlichen Antrieben zu erzielen. Zu den weiteren Innovationen gehörten eine von Hirth entwickelte Ultra-Torque-Kurbel mit Außenlager und eine G3-Speichenschnürung für Rennräder. Im Jahr 2008 führte Campagnolo 11-Gang-Antriebe mit Super Record-, Record- und Chorus-Gruppen ein. Campagnolo hat eine elektronische Version seines Antriebsstrangs herausgebracht. Im April 2018 startete das Unternehmen 12-Gang-Record- und Super-Record-Gruppen.
Campagnolo hat sich auf Renn- und Bahnradfahren konzentriert. Im Rahmen der UCI ProTour wurden Teams wie Astana, Movistar, Lotto-Soudal, Cofidis, Quick Step-Innergetic (Tom Boonen, Paolo Bettini) und Lampre gesponsert. Campagnolo ist mit den Siegen von Eddy Merckx verbunden, der ausschließlich Campagnolo benutzte und mit Tullio Campagnolo befreundet war.

### Technik
Technische Neuerungen der jüngeren Vergangenheit waren unter anderem der 11-fach-Antrieb (rechnerisch bis zu 22 Gänge möglich), die Herstellung von immer mehr Komponenten aus kohlenstofffaserverstärktem Kunststoff („Carbon“) sowie das G3-Einspeichsystem bei Laufrädern. Mitte der 1990er-Jahre erprobte Campagnolo eine elektrische Schaltung, die an Rädern von Profis aus GS1- und ProTour-Mannschaften während bedeutender Wettkämpfe (beispielsweise der Tour de France, Paris–Roubaix, Paris–Nizza) erprobt wurde. Ab 2009 produzierte Campagnolo die erste Komponentengruppe mit mechanischer 11-fach-Schaltung mit einem Gewicht von unter 2 kg. Elektronische 11-fach-Schaltungen mit der Bezeichnung EPS wurden von Campagnolo ab dem Modelljahr 2013 in Serie hergestellt. 2018 stellte das Unternehmen die erste Rennrad-Gruppe mit 12-fach Kassette (rechnerisch 24 Gänge möglich) vor.
2020 brachte Campagnolo erstmals eine Gravelschaltgruppe auf den Markt. Diese Gravelgruppe zeichnet sich durch 13 verbaute Ritzel und ein einzelnes Kettenblatt aus. Damit wird eine große Reichweite an Gängen bereitgestellt, gleichzeitig bleibt das Gewicht unter 2,4 kg für die komplette Gruppe. Im Jahr 2024 ergänzte Campagnolo die Gravelgruppe Ekar GT als preisgünstigeres Angebot. Sie ist etwas schwerer, bietet kleinere Übersetzung des Antriebs sowie überarbeitete Schalt–Bremshebel und Schaltwerk.
Nach der 2019 herausgebrachten kabelgebundenen elektronischen 2/12 Gang Super Record bot Campagnolo ab 2023 wie Shimano und SRAM eine kabellose elektronische 2/12 Gang Schaltung an. Dieser wurde 2024 eine günstigere Sonderedition hinzugefügt.
Mit einer Umstellung in der Produktionstechnik bietet die Firma ab Juni 2025 die nächste Ausführung der Super Record Gruppe an. Neben anderen Änderungen hat sie als erste Rennradgruppe bei 2 Kettenblättern 13 Ritzel und erhält den bei den ersten kabellosen Schaltungen aufgegebenen Daumenschalter am Brems-Schaltgriff zurück.
Nach den Rennradgruppen machen die Laufräder den zweiten großen Anteil des Unternehmensgeschäfts aus. Seit 1999 bietet Campagnolo seine Laufräder ab Werk auch mit HG-kompatiblen Freiläufen an.

### Mitbewerber und Kompatibilität
Direkte Mitbewerber sind das japanische Unternehmen Shimano und der amerikanische Fahrradkomponentenhersteller SRAM.
Bis Mitte der 1990er Jahre wurden viele Campagnolo-Schaltgruppen so hergestellt, dass sie mit Komponenten von zum Beispiel Shimano kompatibel sind, danach wurde dies geändert. Die Abstände der Ritzel auf den Kassetten unterscheiden sich von denen der Systeme von Shimano und SRAM, was andere Schaltabstände zur Folge hat. Jedoch sind alle Campagnolo-Elffach-Teile bis Modelljahr 2014 miteinander kompatibel, unabhängig davon, zu welcher Gruppe sie gehören. Das Gleiche gilt für alle Zehnfachkomponenten von Campagnolo. Dagegen sind die Elf- und Zehnfachkomponenten wegen unterschiedlicher Schaltabstände nicht kombinierbar.
Ab 2015 wurde das Übersetzungsverhältnis von Schalt-/Bremshebel, Schaltwerk und Umwerfer für die Gruppen Chorus, Record und Super Record geändert, sodass diese Komponenten mit anderen Campagnolo-Elffach-Gruppen bis 2014 nicht mehr kompatibel sind, mit Ausnahme von Kassette, Kurbel, Ketten und Bremsen.

## Produkte

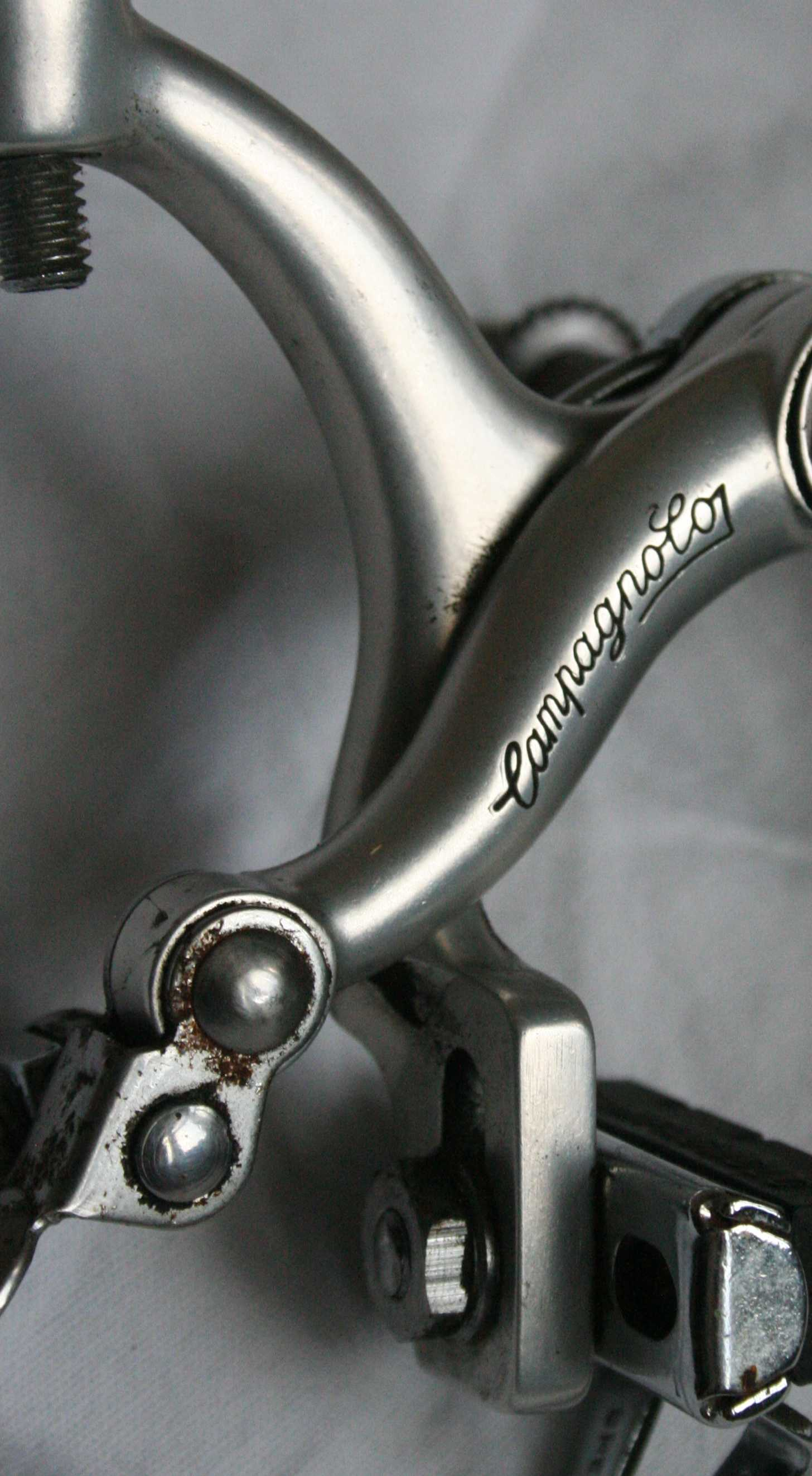
Campagnolo Victory Bremsen von 1986

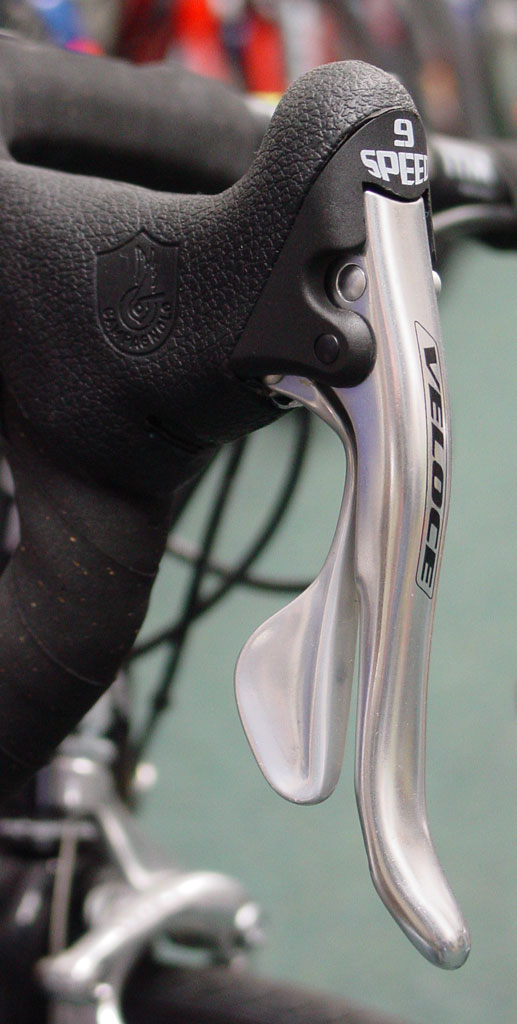
Ergopower der Veloce-Gruppe bis 2008

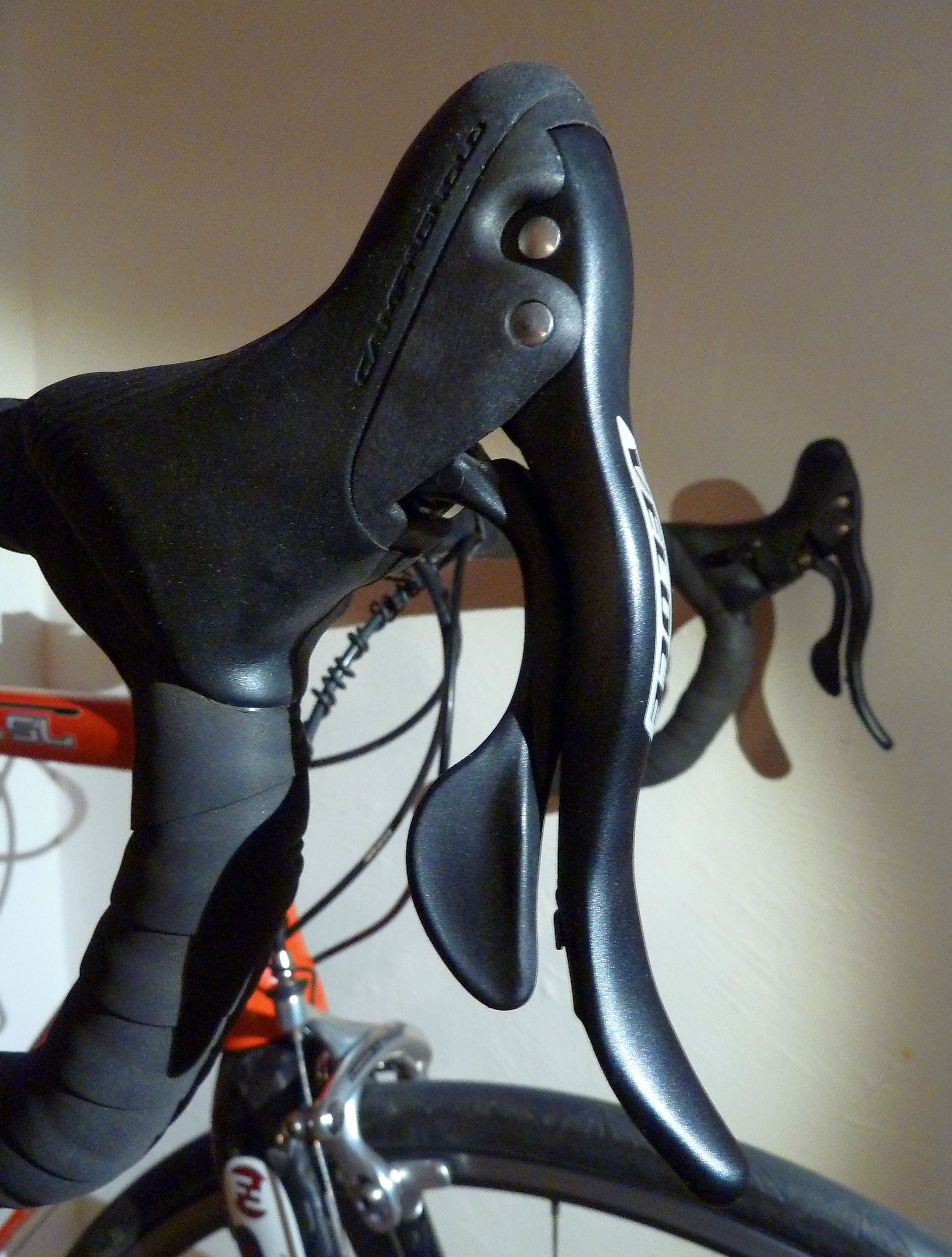
Ergopower der Veloce-Gruppe 2009 bis 2010

### Aktuelle Rennradgruppen ab Juni 2023
(in qualitativ absteigender Reihenfolge)
- Super Record Wireless: funkgesteuerte elektronische Schaltung, 2/12-Gänge, Scheibenbremsen
- Super Record:  mechanische 2/12-fach Schaltung mit Felgen- oder Scheibenbremsen, Teile aus Alu, Carbon und Titan
- Record: wie Super Record ohne Titan-Elemente
- Chorus: wie Record mit größeren Aluanteilen

### Aktuelle Gravelgruppe seit 2020
- Ekar: 1/13-fach mechanische Schaltung mit Scheibenbremsen, Teile aus Alu und Carbon

### Komponenten ohne Gruppenbindung ab Saison 2009
- Cyclocross: Kurbelgarnituren für den Cyclocrosseinsatz in verschiedenen Ausführungen (CX 10S, CX 10S Carbon, CX 11S, CX 11S Carbon jeweils in 36-46 oder 34-50 Übersetzung)
- Pista: Für Bahnräder mit starrer Nabe und Einzelkettenblättern
- Time Trial: Für Zeitfahrräder mit Lenkerendschalthebeln, Bremshebeln ohne Schaltmechanismus und größeren Kettenblättern (bis 55 Zähne)
- Triple: Dreifach-Kettenblattgarnitur mit zugehörigem Umwerfer, Schaltwerk, Innenlager

### Nicht mehr hergestellte Rennradgruppen
- Mirage (bis 2007, 10-fach)
- Xenon (bis 1996) – wurde bis mindestens 2008 gebaut
- Rapida (bis 1992)
- Daytona (bis 2001)
- Avanti (bis 1997)
- Athena 11-fach EPS (bis 2014)
- Athena 11-fach mechanisch (bis 2017, dann nur noch mit 3-fach-Kurbel)
- Veloce / 10-fach, (schwarz und silber, bis 2016)
- Potenza / 11-fach (Aluminium), auch mit Scheibenbremsen verfügbar
- Centaur: bis 2023 / 11-fach, (Aluminium) (bis 2002: Daytona, bis 2000: Athena)

### Nicht mehr hergestellte Mountainbikegruppen
- Euclid
- Chorus ATB
- Olympus
- Centaur
- Icarus
- Record OR

## Galerie

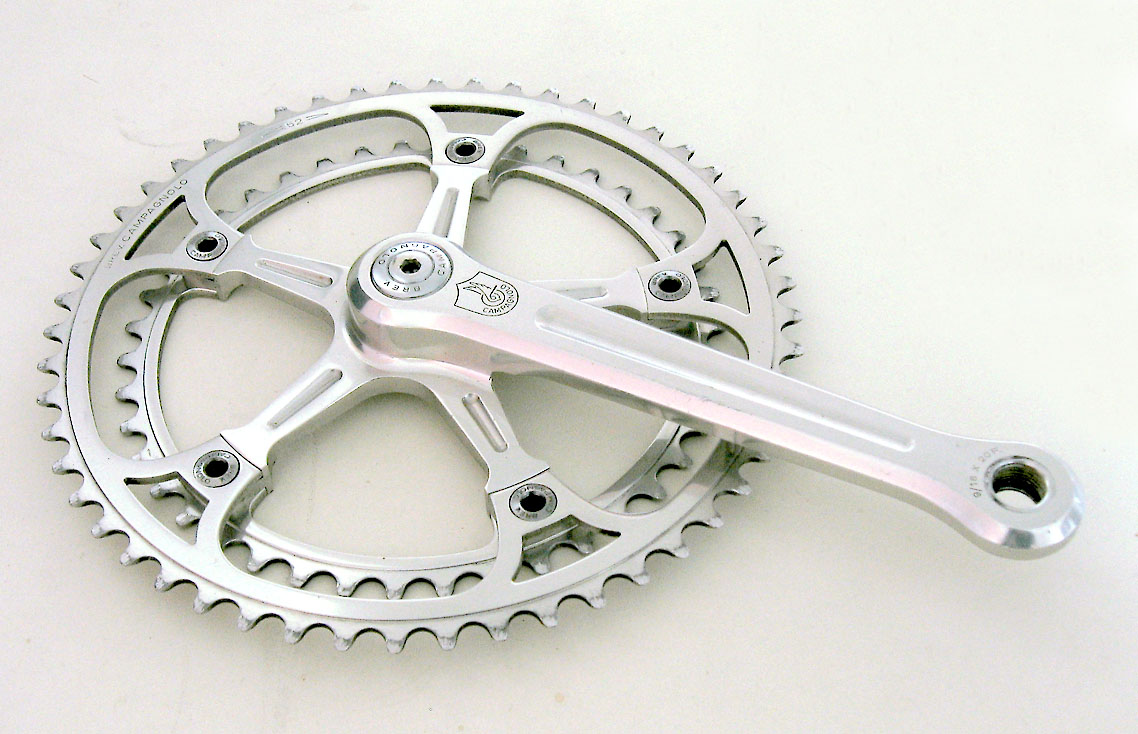
Campagnolo Super Record Kurbel von 1981
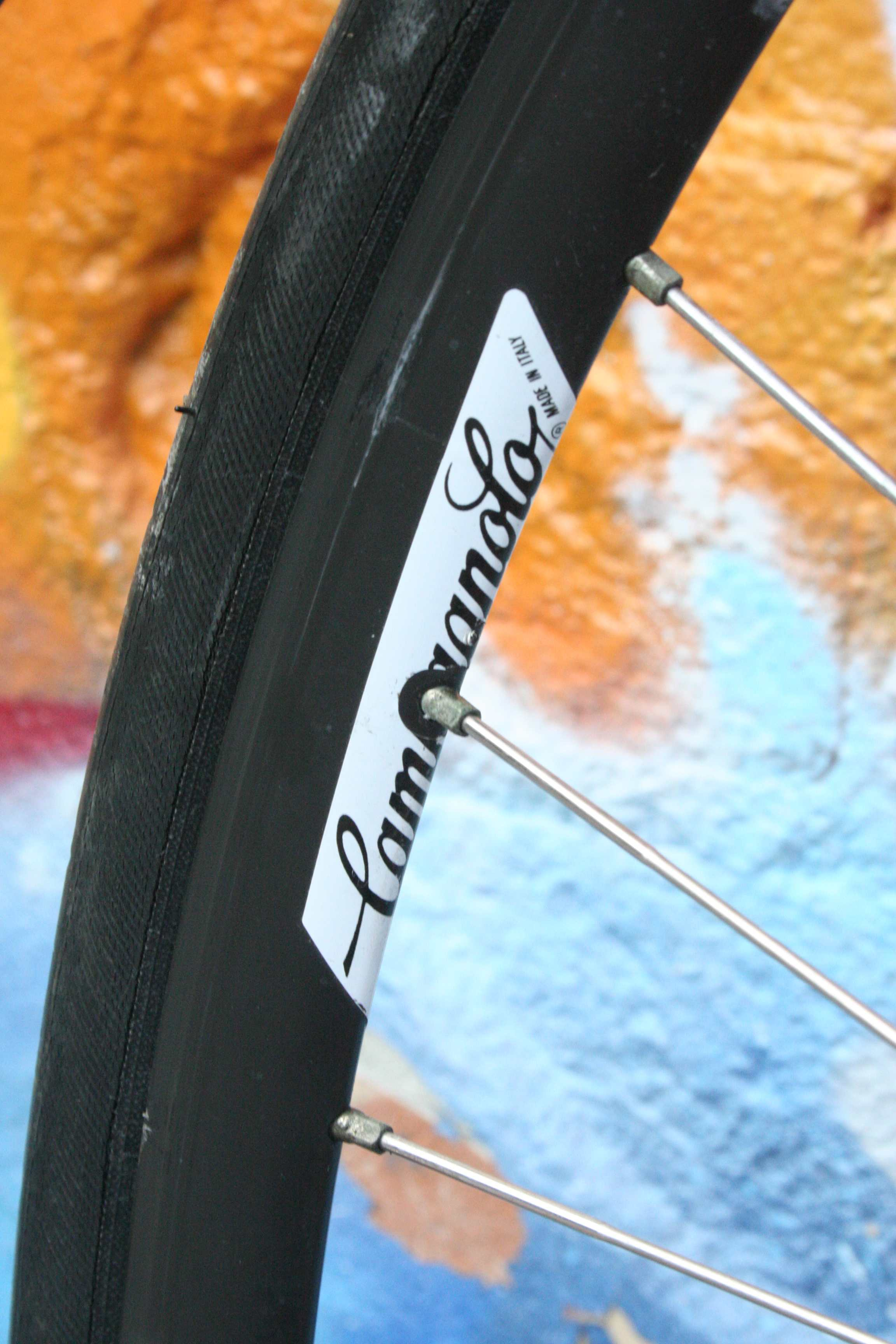
Campagnolo OMEGA Felge
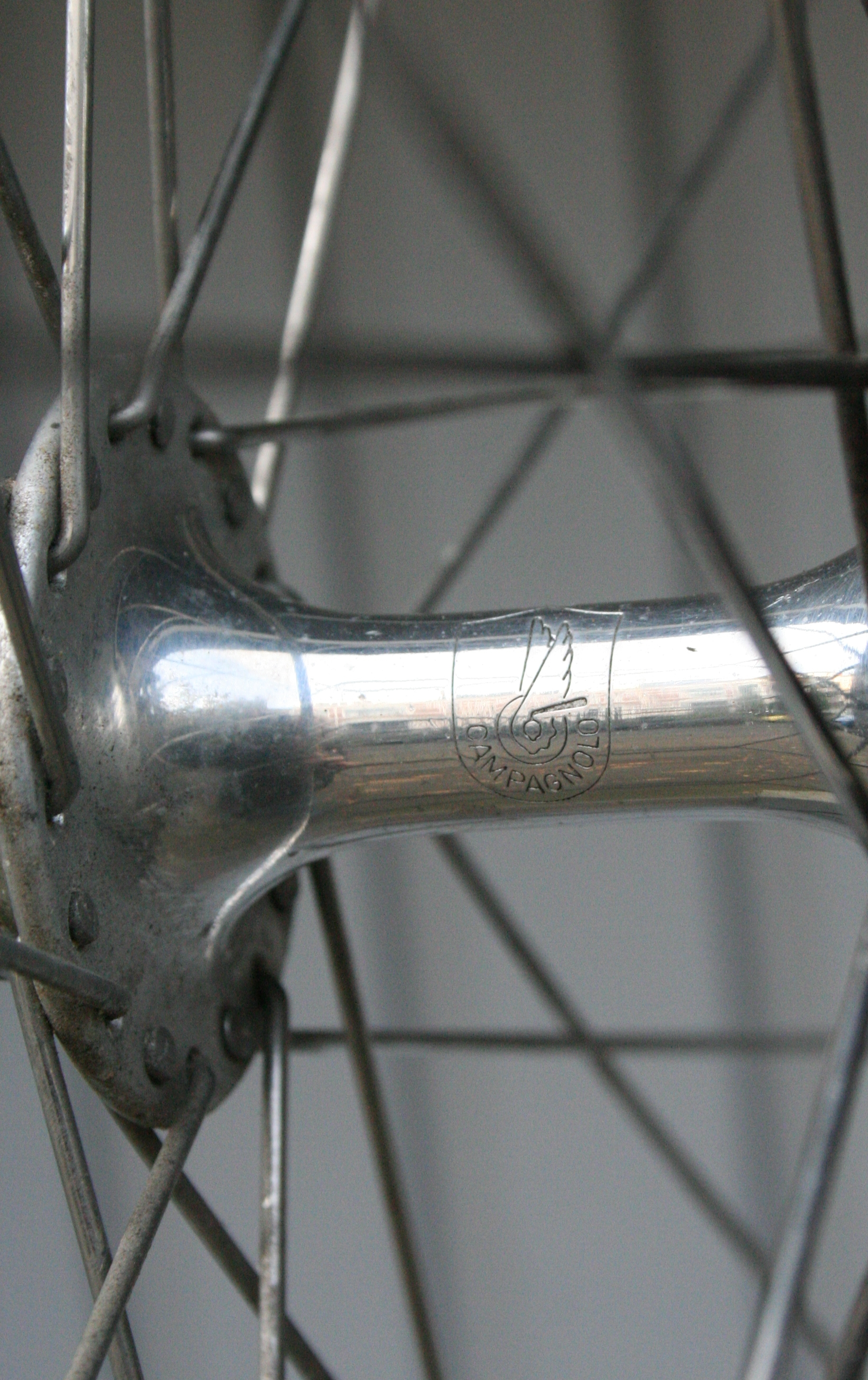
Campagnolo Rennradnabe
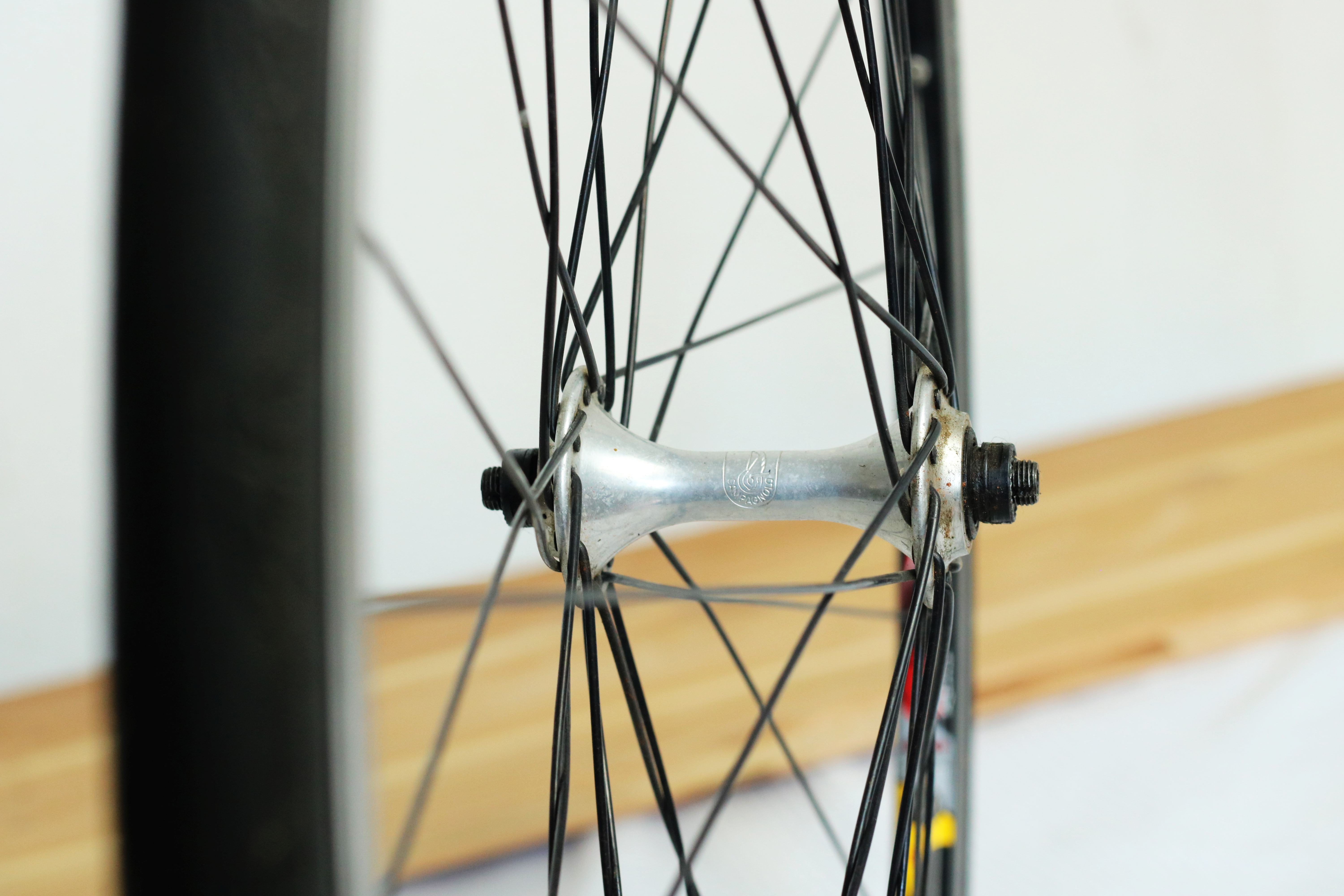
Campagnolo Vorderradnabe
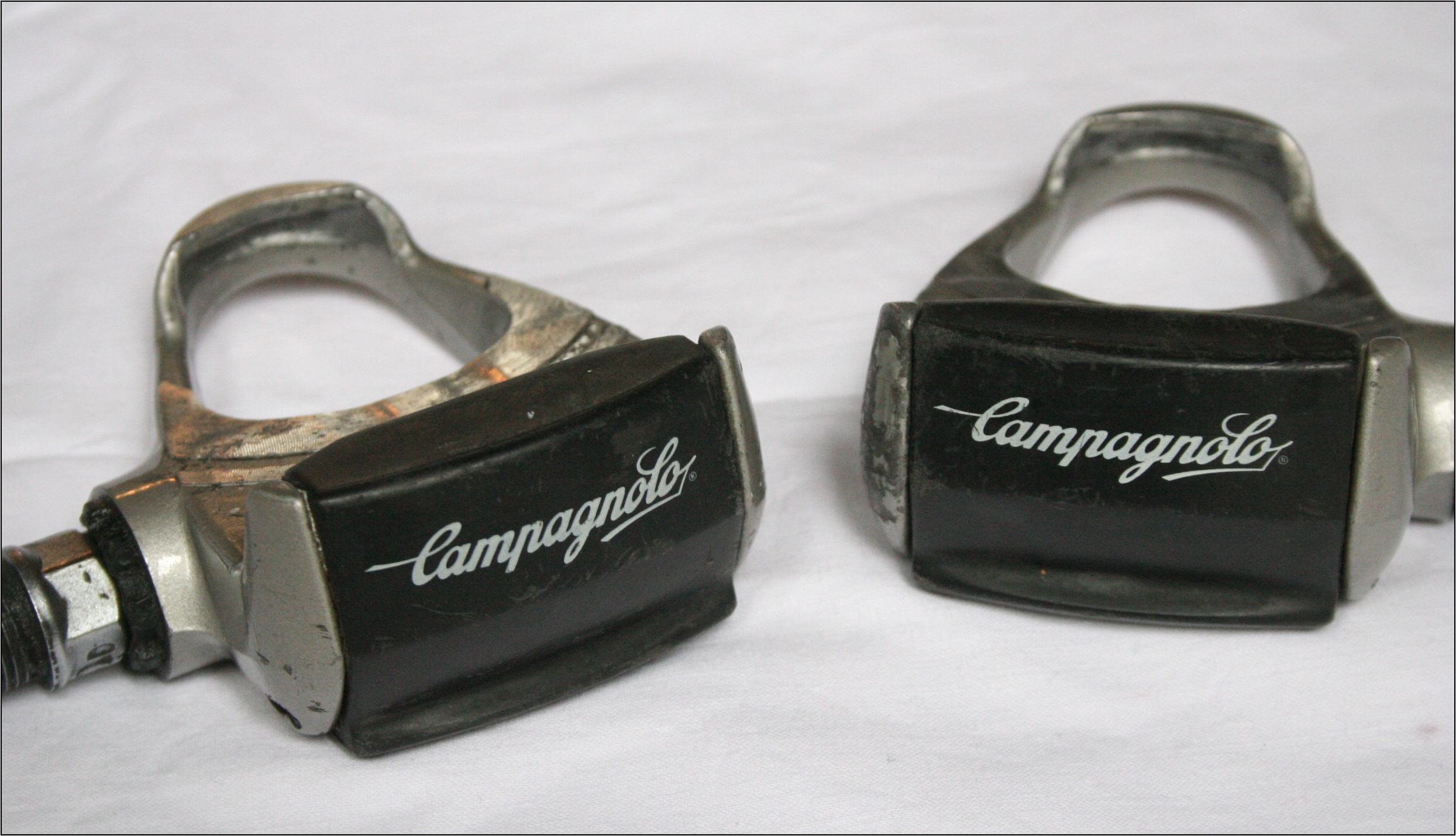
Campagnolo Platten-Pedale
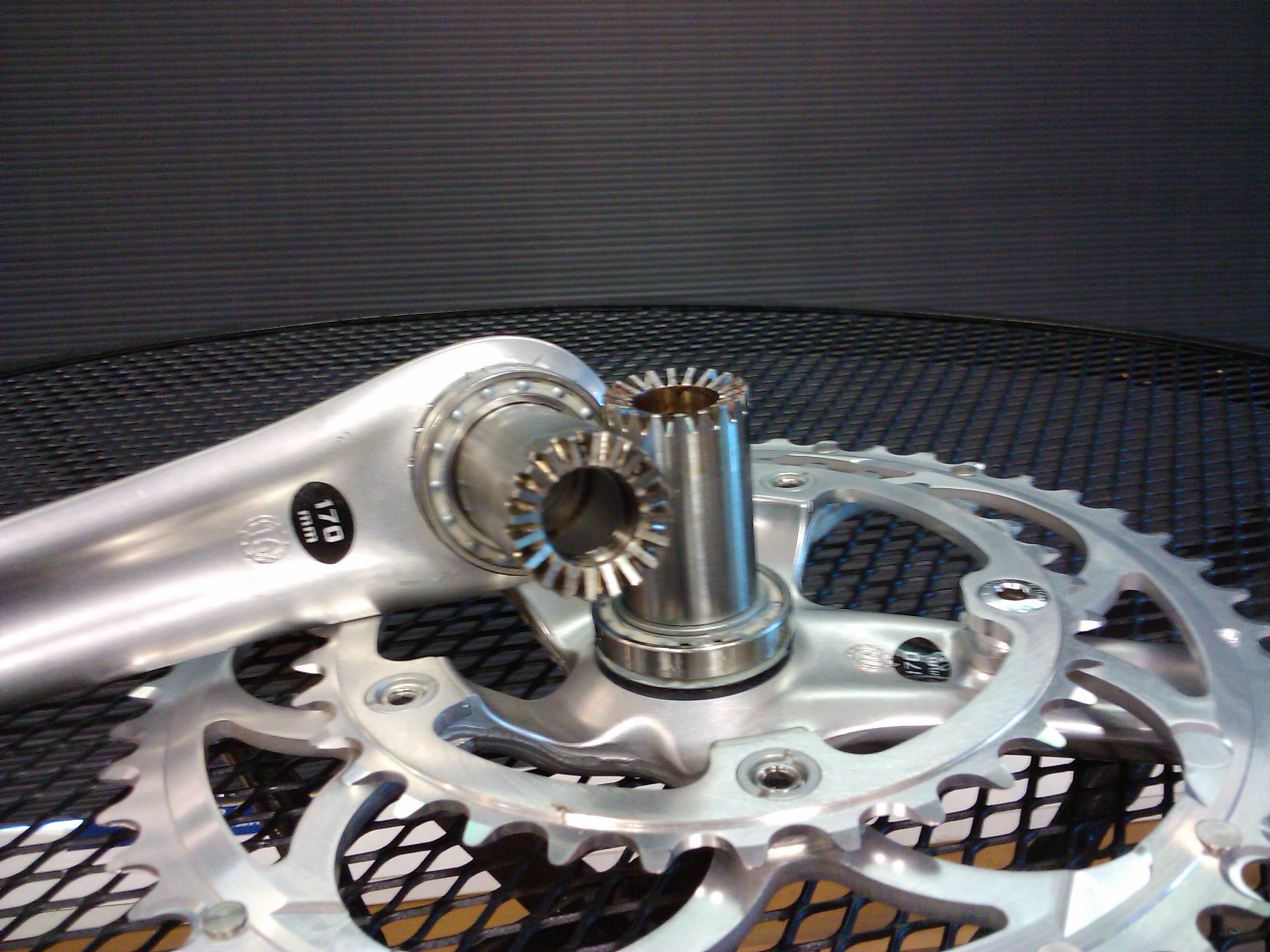
Moderne Campagnolo Ultra Torque Kurbel
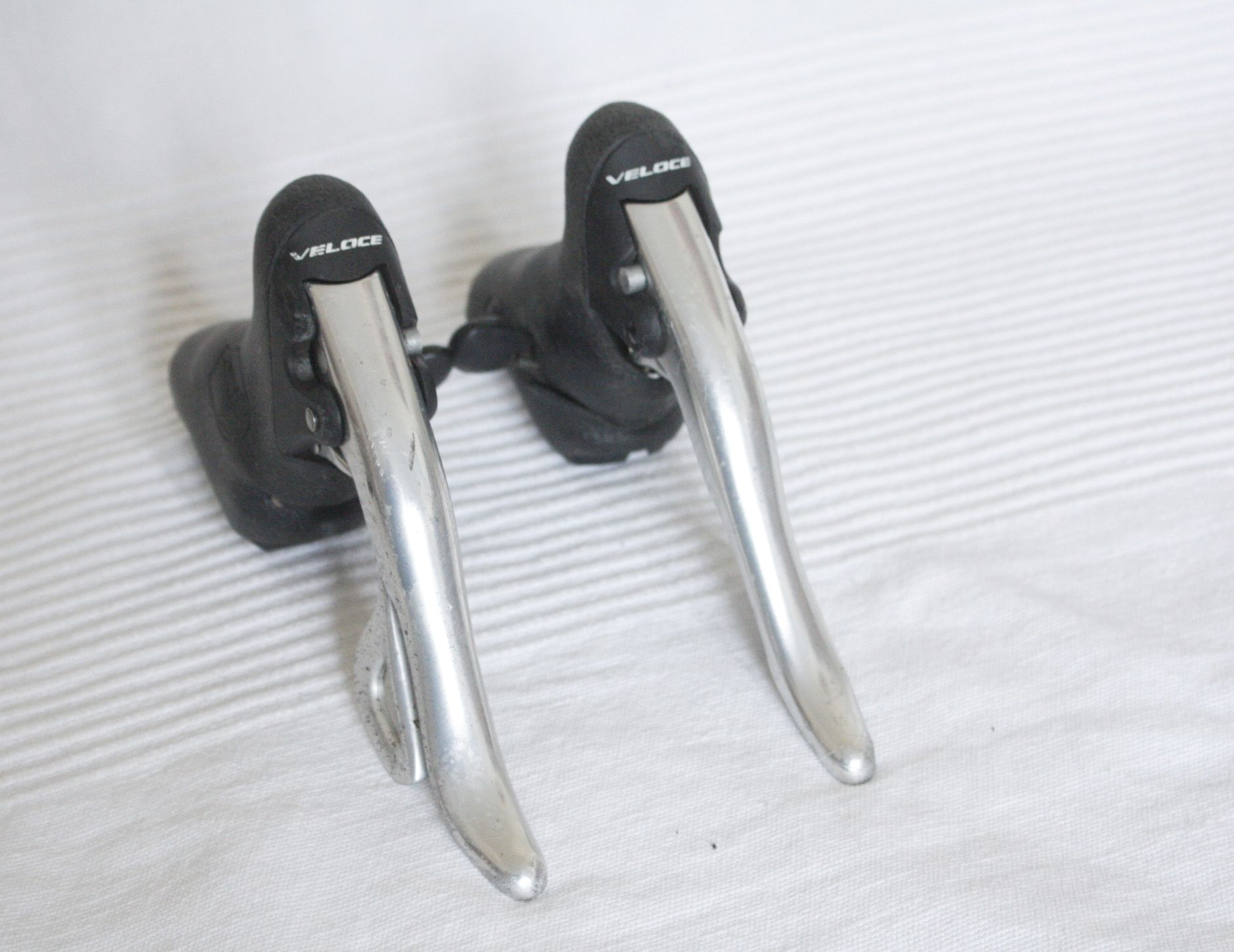
Campagnolo Veloce Ergopower Schalt-Bremshebel, 9fach